# ولفانغول (أنغلزي)
ولفانغول (بالإنجليزية: Pwllfanogl)‏ هي منطقة سكنية تقع في ويلز في أنغلزي.